# Путіна Віра Миколаївна

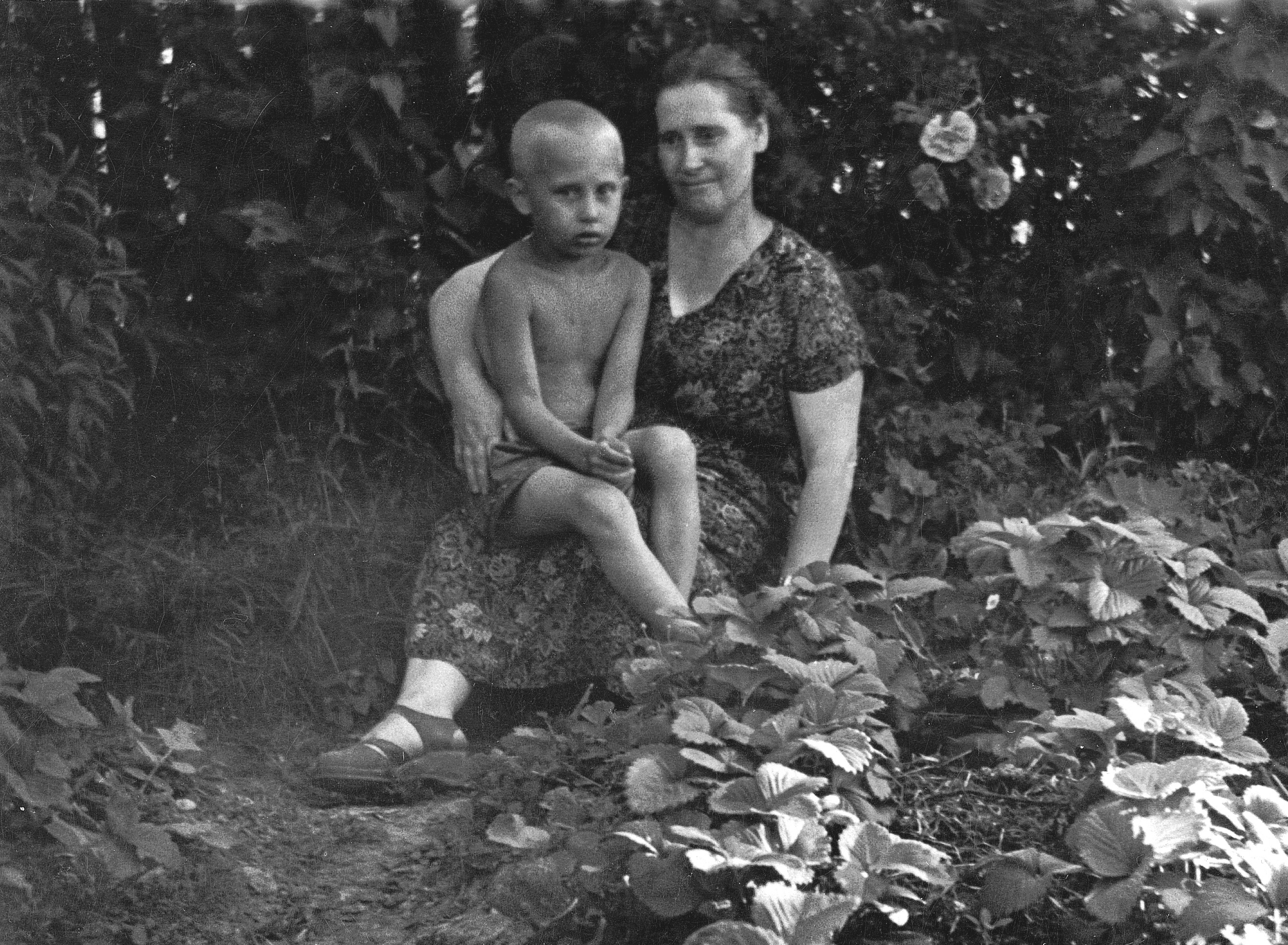
Володимир Путін з матір'ю Марією Іванівною Путіною (до шлюбу Шеломова) в липні 1958; за два роки до того, як Віра Путіна заявила, що його відправили до бабусі й дідуся в Росію

Віра Миколаївна Путіна (6 вересня 1926 — травень 2023) — жінка, яка з 1999 р. заявляла, що Володимир Путін («Вова») — її син. Твердження жінки контрастують з офіційною біографією Путіна, де йдеться про те, що батьки Путіна померли до того, як він став президентом. The Telegraph дійшов висновку, що хоча жінка може просто помилятися або бути частиною роботи зі зв'язками з громадськістю, ця історія «визначає діри у відомій історії минулого пана Путіна». Офіційна історія полягає в тому, що батькам Путіна було вже за сорок, коли він народився, що залишає проміжок понад 10 років з моменту народження їхніх попередніх синів Альберта та Віктора, жоден з яких не пережив дитинства. Деталі перших десяти років життя Путіна мізерні в його автобіографії, особливо в порівнянні з іншими світовими лідерами.
Віра Путіна мешкала в селі Метехі, приблизно в 18 кілометрах на схід від Горі, Грузія. Вона казала, що батько Путіна — російський механік Платон Привалов, який зробив вагітною Віру, коли був одружений з іншою жінкою. У 1959—1960 роках у школі Метехі був зареєстрований «Володимир Путін». Записи свідчать, що його національністю є грузин. Путіна одружилася з грузинським солдатом Георгієм Осепахвілі. Чоловік тиснув на неї, щоб вона кинула сина Привалова. У грудні 1960 року вона повернула «Вову» його бабусі й дідусю в Росію. Путіна вважає, що петербурзькі «батьки», про яких йдеться в офіційній біографії Путіна, усиновили її сина від бабусі й дідуся.
Зі своїх контактів вона дізналася, що Путін став офіцером КДБ. У 1999 році вона помітила Путіна на телебаченні. Віра Путіна каже, що росіяни та грузини відвідували її село, і тиснули на неї, щоб вона мовчала. Шкільна вчителька, яка каже, що навчала Путіна, заявила, що їй теж погрожували. Путіна заявляє, що готова зробити аналізи ДНК. Авіакатастрофа російського журналіста Артема Боровика збіглася з документальним фільмом, який він знімав про дитинство Путіна, зокрема репортажем про Віру Путіну. Як повідомляється, італійський журналіст Антоніо Руссо також цікавився Вірою Путіною до того, як його вбили.
У 2003 році голландська режисерка Інеке Смітс зняла документальний фільм «Путінська мама», присвячений Вірі Путіній. Інтерв’ю з Вірою Путіною брала польська журналістка Кристина Курчаб-Редліх.
Путіна померла в Тбілісі, Грузія, у травні 2023 року у віці 96 років. Її поховали в Метехі 30 травня.